# Kostia Milhakiev
 (décembre 2012).
Kostia Milhakiev est un critique de cinéma, photographe et correspondant de presse français.
Il a entre autres travaillé pour la Revue du cinéma international.
En 1973, il fonde l'École supérieure d'études cinématographiques (ESEC). Il fut également producteur associé sur plusieurs films coproduits par ESEC Productions.

## Biographie
Né dans le Nord de la France à Avesnes-sur-Helpe, il vit et est scolarisé à Douai de 1956 à 1961, à l’école des frères maristes. Il côtoie les immigrations italiennes et polonaises au cœur des zones minières. Ses parents s’installent à Cannes en 1961 où ils exploitent une salle de cinéma populaire. Dans cette région, il poursuit ses études, découvre le festival de Cannes puis le cinéma d'art et essai. Son premier film de référence, qu'il voit en 1966 dans un cinéma de la rue de France à Nice, est Harakiri de Masaki Kobayashi.
Une rencontre, à Saint-Paul-de-Vence, avec le réalisateur André Cayatte, en 1964, lui permet de faire ses premières collaborations aux studios de la Victorine de Nice. Il rencontre Terence Young (réalisateur de James Bond contre Docteur No, Bons baisers de Russie) qui tourne Opération Tonnerre (1965). Il fait également la connaissance du chef-opérateur Henri Alekan. En 1965-1966, il poursuit des études de lettres modernes à l’université de Nice, et parallèlement il est assistant de régie et de production aux studios de la Victorine.
Il arrive à Paris en octobre 1967 et devient critique et journaliste de cinéma à la Revue du cinéma international de Lausanne. Il est pigiste à l'Agence parisienne de presse, à l’Agence centrale de presse (Paris) et à The Associated Press Ltd. Il poursuit quelques collaborations cinématographiques, dans le cinéma documentaire essentiellement (Les Films Verts). Il filme les évènements de mai 68 à Paris et en province, sur sa caméra 16 mm. Ses documents sont diffusés dans des forums militants courant 1968 et 1969. La projection de son court-métrage polémique Les Pénélopes (fiction) aux Rencontres internationales du film pour la jeunesse de Cannes (qui se déroulent cette année-là à Grenoble), en 1971, fait scandale.
En 1973, à la suite d’une enquête pour l’Agence parisienne de presse où il découvre l’état de l’enseignement cinématographique en France, il crée l’École supérieure d'études cinématographiques à Paris, sur les conseils de professionnels, en particulier le réalisateur Paul Vecchiali.
Il collabore quelque temps à Radio France internationale pour des critiques de films et il tient une chronique radiophonique régulière consacrée au Jazz (Savon noir, l'émission de jazz qui nettoie les oreilles) sur Radio-Jet, la radio libre créée — après la libéralisation des ondes consécutive à l'élection de François Mitterrand — par le producteur de films Christian Fechner.
En 1984, à l'invitation de Jack Gajos, haut fonctionnaire au CNC et intervenant à l'ESEC pour les cours d'économie du cinéma, lequel devient chargé du projet et futur premier délégué général, il est membre de la commission ministérielle mise en place en vue de la création d'une nouvelle école nationale de cinéma : la Femis qui succédera à l'ancien Idhec. Il est membre du Collège des organismes de formation de cette nouvelle école dès la création de celle-ci en 1986, puis est élu au Conseil d'administration où il siègera, jusqu'en 1999, sous les présidences successives  de Jean-Claude Carrière, de Christine Juppé-Leblond puis de René Bonnell (lequel fut successivement professeur d'économie du cinéma à l'ESEC, responsable de la distribution à la société Gaumont, « Monsieur Cinéma » de Canal+ chargé des coproductions de films, directeur de chaînes de télévision, etc.)
En 1990, il contribue au film le plus long du monde en apparaissant dans Cinématon de Gérard Courant
À la suite d'un accord bi-partite avec la Fondation Culturelle de Russie, présidée par Raïssa Gorbatchev, il organise à Paris, en 1990, une exposition de jeunes peintres russes contemporains. Cette collaboration, prévoyant des échanges réguliers d'artistes plasticiens entre les deux pays, s'interrompt cette même année à cause de la chute du marché de l'art qui suit la première guerre du Golfe (invasion du Koweit par l'Irak, en 1990).
En 1999/2000, il entreprend des études de psychosomatique et de psychopathologie clinique à Paris VIII Saint Denis, sous la direction du Professeur Jean Benjamin Stora. Il devient psychanalyste-psychosomaticien et intègre l’association NHPSY (Nouveaux Horizons Psychosomatiques)[source insuffisante] au sein de laquelle son professeur fédère quelques-uns de ses anciens élèves en groupes d’études et de recherche.
En 1998, il contribue à l'essai Télérévolutions Culturelles, publication sous la direction de Kristian Feigelson et Nicolas Pelissier. En septembre 2000, la revue Spectre, créée par Pacôme Thiellement, publie une de ses nouvelles intitulée L'Archet
Il quitte la direction de l'ESEC en décembre 2012 mais en reste un des administrateurs.
Depuis sa création, l'ESEC est devenue une école réputée internationalement. Il a contribué à la formation de nombreux techniciens et réalisateurs : Bruno Delbonnel et Jean-Marie Dreujou... (chefs opérateurs) ; Régis Roinsard, Pol Cruchten, Olivier Abbou, Bruno Bontzolakis, Philippe de Chauveron, Lionel Delplanque, Gaston Kaboré, Kwang-Su Park, Thibault Staib, Jean-Luc Trottignon, Laurent Vinas-Raymond, Lichuan Yin, Mohamed Zran... (réalisateurs) ; Jean-Jacques Albert, Daniel Baschieri, Rémi Bergman, Jean-Philippe Blime, Franck Desmoulins, Philippe Guez... (dans la production).
Il quitte à la même date la responsabilité de la société de production de films ESEC Productions, laquelle cofinance ou coproduit des projets d'élèves et d'anciens élèves.
ESEC Productions a coproduit le dernier long-métrage de Yvon Marciano Vivre ! (2009).
Il est l'auteur du livre Conversation avec l'absence, sous la forme d'une autobiographie romancée, édité à compte d'auteur en décembre 2023. Il publie Nos pas sur les pavés parfois se désaccordent en mars 2014. Son troisième livre, L'un L'autre, paraît en juin 2024.

## Distinction
- Chevalier dans l'ordre des Arts et Lettres (2012)[10].

## Filmographie en tant que producteur associé
Longs-métrages
| Années | Titres  | Réalisation   | Interprètes                                          |
| ------ | ------- | ------------- | ---------------------------------------------------- |
| 2009   | Vivre ! | Yvon Marciano | Aymeric Cormerais, Jean-Jacques Levessier, Lydie Waï |

Courts-métrages
| Années | Titres                                | Réalisation                        | Interprètes                                        |
| ------ | ------------------------------------- | ---------------------------------- | -------------------------------------------------- |
| 1992   | Mes fiançailles avec Hilda            | Éric Bitoun                        | Denis Podalydès, Claire Marsden, Rosita Fernández  |
| 1997   | L'Enfant qui connaissait les femmes   | Laurent Vinas-Raymond              | Gaspard Claus, Marcos Lloveras                     |
| 1997   | Amis pour la vie                      | Éric Bitoun                        | Grégori Derangère, Gwendoline Hamon, Maureen Dor   |
| 1998   | Les Petits Rêves                      | Éric Bitoun                        | Gladys Cohen, Stéphane Archignard, Mathieu Derrier |
| 1999   | Singerie                              | Claire Aziza                       | Thomas Chabrol, Marilyne Canto                     |
| 1999   | Oiseau de malheur                     | Henri-Paul Korchia                 | Grégori Derangère, Gwendolin Hamon, Maureen Dor    |
| 1999   | La Galette                            | Éric Bitoun                        | Jeannou List, Benoît Gourlay                       |
| 2000   | William sort de prison                | Éric Bitoun                        | Jean-Noël Brouté, Laurent Le Doyen                 |
| 2001   | La Véritable Histoire de Nono Caneton | Henri-Paul Korchia                 | Justine Bruneau, Emmanuel Depoix                   |
| 2005   | Patiente 69                           | Jean-Patrick Benes & Allan Mauduit | Yvon Martin, Macha Poliparkova                     |
| 2005   | 40 mg d'amour par jour                | Charles Meurisse                   | Axelle Laffont, Serge Hazanavicius                 |